# Tadeusz Hołówko

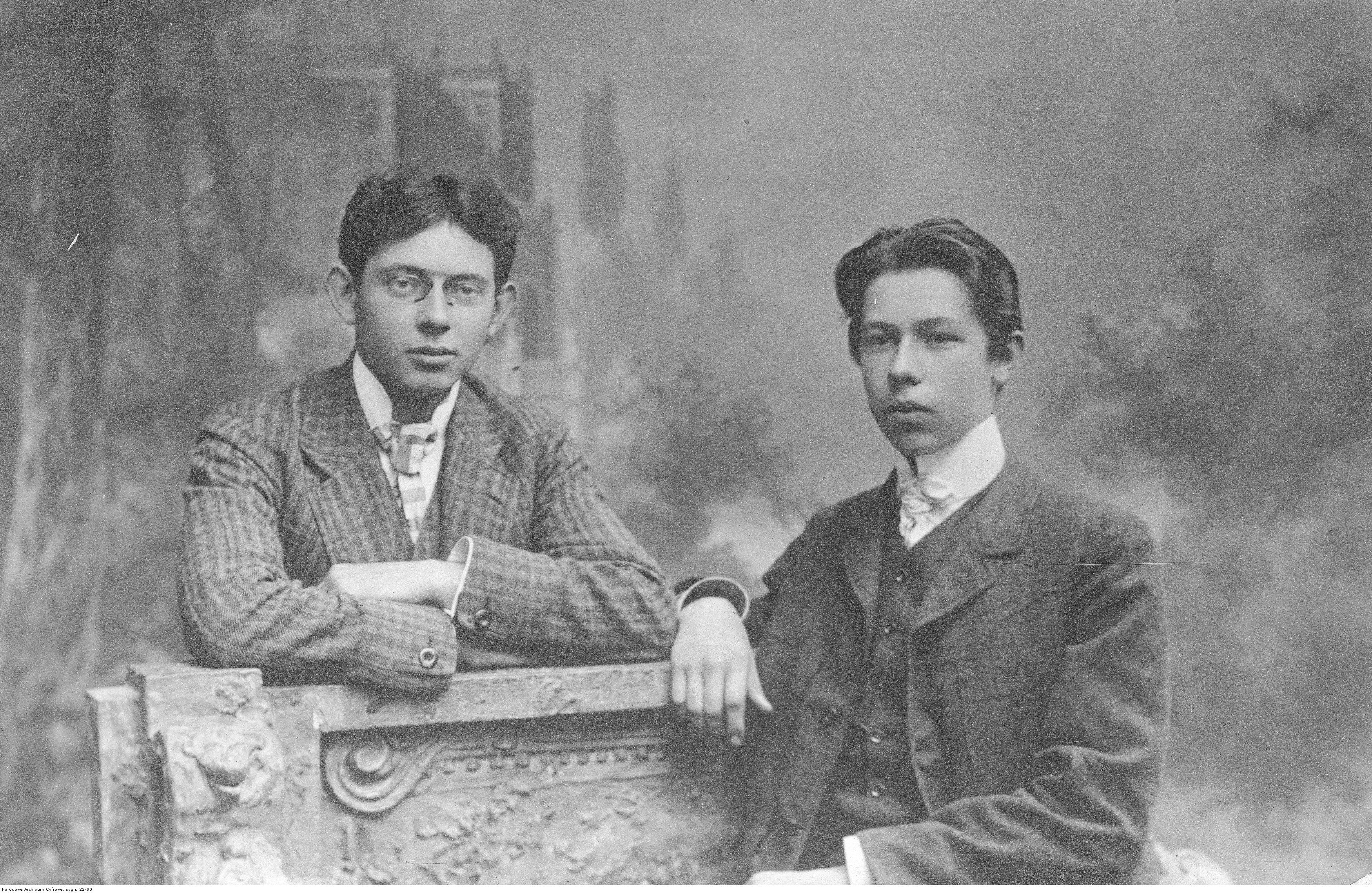
Tadeusz Hołówko (z lewej) w latach szkolnych

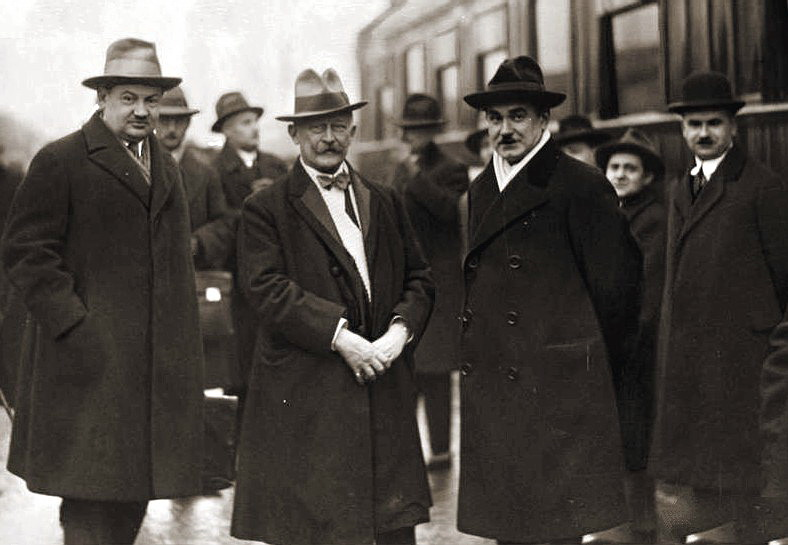
Tadeusz Hołówko jako naczelnik Wydziału Wschodniego MSZ, Stanisław Patek i Dmitrij Bogomołow, Warszawa 1929

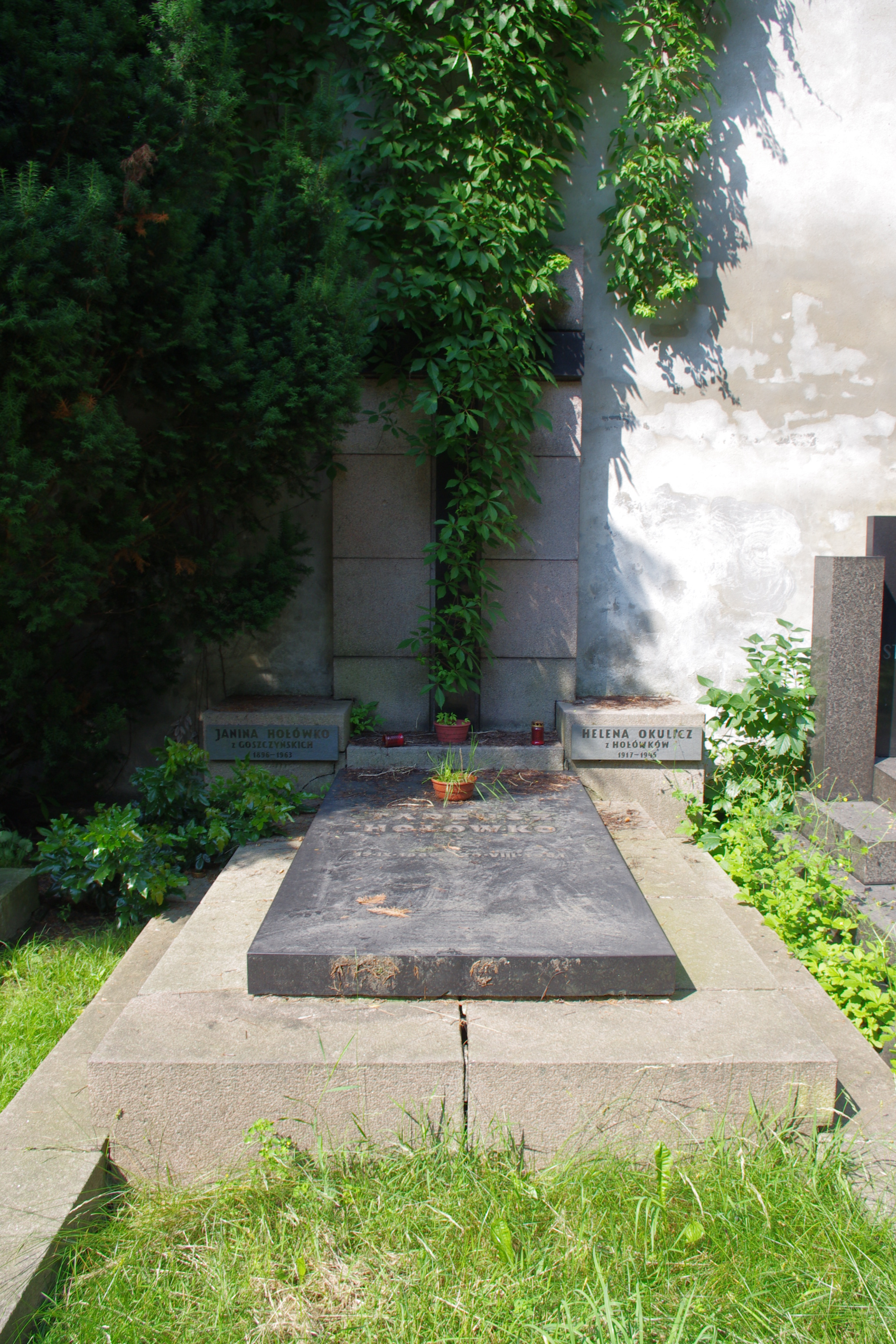
Grób Tadeusza Hołówki na cmentarzu ewangelicko – reformowanym przy ul. Żytniej w Warszawie

Tadeusz Ludwik Hołówko, ps. Kirgiz, Horodyński, Otfinowski, krypt. T. H-ko (ur. 17 września 1889 w Semipałatyńsku, zm. 29 sierpnia 1931 w Truskawcu) – polski polityk, poseł na Sejm II RP III Kadencji listy BBWR-u; działacz lewicowo-narodowy, a później działacz państwowy II Rzeczypospolitej, publicysta, działacz ruchu prometejskiego, kawaler Orderu Virtuti Militari.

## Życiorys
Pochodził z polskiej rodziny ziemiańskiej, za udział w powstaniu styczniowym zesłanej na Sybir. Ukończył gimnazjum w Wiernym. W czasach szkolnych nawiązał kontakt z organizacją Socjalistów-Rewolucjonistów. W latach 1909–1912 studiował nauki przyrodnicze na uniwersytecie w Petersburgu. Związał się z nielegalną Polską Partią Socjalistyczną (PPS), a za jej pośrednictwem ze Związkiem Walki Czynnej (w 1910 przeszkolony na kursie w Krakowie). Relegowany z uniwersytetu w 1912 z zakazem studiowania w Imperium Rosyjskim (uchylonym po roku). Przeniósł się do Galicji, gdzie rozpoczął studia na Wydziale Prawa Uniwersytetu Jagiellońskiego w roku akademickim 1912/1913. W 1912–1913 sekretarz Zarządu Głównego Związku Stowarzyszeń Młodzieży Postępowo-Niepodległościowej. W 1913 powrócił do Petersburga i kontynuował studia prawnicze.
Po wybuchu I wojny światowej przyjechał do Warszawy i był jednym z organizatorów Polskiej Organizacji Wojskowej (POW). Jednocześnie działał w PPS jako członek wydziału prasowego CKR i kierownik wydziału politycznego OKR w Warszawie i Pogotowia Bojowego PPS w Warszawie i na terenie Rosji. Działacz Zjednoczenia Organizacji Niepodległościowych. Po okupacji Warszawy przez armię niemiecką aresztowany przez Niemców i w latach 1915–1916 więziony w Salzwedel, Stendal i Celle Schloss pod Hanowerem. Uwolniony po Akcie 5 listopada, w 1917 współtwórca Stronnictwa Niezawisłości Narodowej, powrócił do konspiracji w POW, m.in. redagując prasę organizacji.
Po rewolucji bolszewickiej i wycofaniu Rosji z wojny w traktacie brzeskim (marzec 1918) działał jako emisariusz POW na terytorium Hetmanatu i w Moskwie (pod rządami bolszewików). Swoje wspomnienia z tego okresu życia opisał później w tomach: Przez dwa fronty (1931) i Przez kraj czerwonego caratu (1932).
W listopadzie 1918 uczestniczył w organizacji Tymczasowego Rządu Ludowego Republiki Polskiej w Lublinie. Był jednym z redaktorów manifestu Tymczasowego Rządu Ludowego Republiki Polskiej i wiceministrem propagandy w tym rządzie (6–11 listopada 1918). W rządzie Jędrzeja Moraczewskiego i następnych rządach naczelnik Wydziału Prasowego Ministerstwa Pracy i Opieki Społecznej. W czasie wojny polsko-bolszewickiej w 1920 wstąpił do Wojska Polskiego. 2 sierpnia 1920 ciężko ranny w ataku na Tłoczewo, kiedy ze swoją sekcją 9. kompanii 201. pułku piechoty Dywizji Ochotniczej „przedostał się na tyły nieprzyjaciela w ogniu flankowym”. Odznaczony Krzyżem Srebrnym Orderu Virtuti Militari.
W latach 1921–1925 wchodził do centralnych władz PPS, w 1921–1925 członek Rady Naczelnej PPS (do 1923 sekretarz), w 1921 zastępca członka, a 1924–1925 członek Centralnego Komitetu Wykonawczego (CKW PPS). Gorący zwolennik koncepcji federacyjnej Piłsudskiego. Od 1921 redaktor naczelny „Trybuny” (organu teoretycznego PPS) i dyrektor Towarzystwa Wydawniczego „Ignis”, od 1923 członek rady nadzorczej Spółdzielni Wydawniczo-Księgarskiej „Nowe Życie”. W 1925 delegat PPS na kongres Socjalistycznej Międzynarodówki Robotniczej w Marsylii (członek Komisji ds. Europy Wschodniej). W 1925 przebywał we Francji, gdzie współtworzył towarzystwo i pismo La Promethee, głoszące ideę oderwania od ZSRR narodowości nierosyjskich (prometeizm). W latach 1925–1927 dyrektor Instytutu Badań Spraw Narodowościowych. Jeden z czołowych publicystów socjalistycznych, publikował najczęściej na tematy narodowościowe w Robotniku i Trybunie. Kandydował bez powodzenia do Sejmu z listy PPS w 1919 i 1922. W latach 1922–1927 zastępca posła z listy państwowej nr 2 (PPS). W latach 1919–1927 radny Miasta Stołecznego Warszawy z listy PPS. W 1921 założyciel Związku Zbliżenia Narodów Odrodzonych.
Jeden z najbliższych współpracowników Józefa Piłsudskiego. Po przewrocie majowym zorganizował Związek Polskiej Inteligencji Socjalistycznej. W 1927 wystąpił z PPS i zaczął organizować popierający rządy pomajowe Bezpartyjny Blok Współpracy z Rządem (BBWR). Członek Wielkiej Rady BBWR, prezes regionalnej wileńskiej grupy posłów i senatorów BBWR. Działacz Konfederacji Ludzi Pracy. Zwolennik dożywotniej władzy prezydenta wybieranego spośród dwóch kandydatów: jednego wyznaczonego przez ustępującego prezydenta, a drugiego przez Zgromadzenie Narodowe. W latach 1927–1930 naczelnik Wydziału Wschodniego w Departamencie Politycznym Ministerstwa Spraw Zagranicznych. W 1930 wybrany na posła na Sejm III kadencji z listy BBWR w okręgu nr 61 (Nowogródek). W Sejmie sprawował funkcję prezesa klubu parlamentarnego BBWR i wiceprzewodniczącego Komisji Spraw Zagranicznych. Zwolennik ugody polsko–ukraińskiej, typowany na stanowisko wojewody lwowskiego.
Autor rozpraw teoretycznych i książek politycznych, m.in. O demokracji, polityce i moralności życia publicznego oraz Kwestia narodowościowa w Polsce (1922), a także wspomnień: Przez kraj czerwonego caratu, Przez dwa fronty. W 1951 wszystkie jego utwory zostały wycofane z polskich bibliotek oraz objęte cenzurą.

## Śmierć
Został zamordowany na dzień przed planowanym odjazdem z pobytu wypoczynkowego w Truskawcu, w sobotę 29 sierpnia 1931 ok. godz. 20:30 w pokoju pensjonatu sióstr bazylianek. Zbrodni dokonało dwóch sprawców, którzy zbiegli z miejsca jej dokonania. Został sześciokrotnie postrzelony pociskami z broni krótkiej, "w sposób skrytobójczy", z bardzo bliskiej odległości; 4 pociski trafiły w głowę, a 2 w okolice obojczyka. Oprócz ran postrzałowych na ciele znaleziono małe rany – pierwotnie mylnie uznane za pchnięcia sztyletem, w rzeczywistości były to pęknięcia skóry wywołane jej naprężeniem wskutek tego, że pociski nie wydostały się z ciała. Śmierć Hołówki wywołała szok społeczny, została potępiona przez społeczności polską i ukraińską i odbiła się echem za granicą. Eksportacja zwłok Tadeusza Hołówki z Truskawca odbyła się przy udziale licznej miejscowej ludności. Po przewiezieniu ciała ze Lwowa do Warszawy, 1 września 1931 Tadeusz Hołówko został pochowany na Cmentarzu Ewangelicko-Reformowanym w Warszawie (kwatera K1-2-28).
Sprawcami morderstwa okazali się nacjonaliści ukraińscy Dmytro Danyłyszyn i Wasyl Biłas z OUN, straceni w grudniu 1932 wyrokiem Sądu Doraźnego w związku z napadem na pocztę w Gródku Jagiellońskim (wobec nich sprawę umorzono w procesie w 1933). Decyzję o zamachu podjęło trzech ludzi: Iwan Gabrusewycz, Roman Szuchewycz i Zenon Kossak. Proces w sprawie zabójstwa Tadeusza Hołówki toczył się przed sądem w Samborze. Na ławie oskarżonych w procesie o zabójstwo posła Hołówki w 1933, zasiedli także Aleksander Bunij (służący w pensjonacie, w którym zamieszkał Hołówko), Mikoła Motyka (uczeń pośredniczący w przekazywaniu informacji pomiędzy Bunijem a sprawcami), Roman Baranowski (mający dostarczyć pistolet; w 1932 Baranowskiego oskarżono o zabójstwo podkomisarza Policji Państwowej, Emiliana Czechowskiego), Michał Hnatow (komendant rejonowy OUN, zbiegł za granicę).
Timothy Snyder uważa okoliczności zabójstwa i sprawców za niejasne.
Jego imieniem nazwano akademicki oddział Związku Strzeleckiego w Warszawie. W październiku 1931 Rada Gminna w Brasławiu i Przebrodziu, powiatu brasławskiego powzięła uchwały, na mocy których jedna z ulic w m. Brasławiu oraz szkoła powszechna w Przebrodziu zostały nazwane imieniem Tadeusza Hołówki.

## Życie prywatne
Był synem Wacława (1855–1921) i Marii z d. Maciejewskiej. Miał dwóch braci – Władysława i Witolda (zm. 1921) oraz siostrę Marię.
Jego pierwszą żoną (od 28 lipca 1914 roku) była lekarka Helena z Derewojedów z którą miał córkę Helenę Okulicz (1917–1945) oraz syna Stefana Tadeusza. Po rozwodzie, poślubił w 1928 roku Janinę z Goszczyńskich (1896–1963), primo voto Świderską z którą miał córkę Marię zam. Thomas.
Był wyznania ewangelicko-reformowanego, jego pogrzeb prowadził ówczesny superintendent kościoła Stefan Skierski.

## Ordery i odznaczenia
- Krzyż Srebrny Orderu Virtuti Militari (20 maja 1921)[21]
- Krzyż Komandorski z Gwiazdą Orderu Odrodzenia Polski (pośmiertnie, 9 listopada 1931)[22]
- Krzyż Niepodległości z Mieczami (6 czerwca 1931)[23]
- Order Krzyża Orła II klasy (Estonia, 1931)[24]